# جیمز اچ. جانسون
جیمز اچ. جانسون (انگلیسی: James H. Johnson؛ 1874 – ۱۵ نوامبر ۱۹۲۱) اسکیت‌باز نمایشی اهل پادشاهی متحد بریتانیای کبیر و ایرلند بود.